# Der Bucklige und die Tänzerin
Der Bucklige und die Tänzerin é um filme mudo de 1920, o quarto rodado pelo diretor alemão F. W. Murnau.
O filme é considerado perdido.

## Sinopse
James Wilton vivia em Berlim, onde sempre recebeu o desdém das mulheres que cortejava devido ao aspecto repugnante de sua corcunda. Parte para Java, lugar em que descobre uma mina de diamantes, tornando-se muito rico, e em que aprende os segredos dos afamados cosméticos javaneses. De volta a Berlim, conhece Gina, uma dançarina que sofre por um rompimento amoroso com o Barão Percy, e rapidamente a conquista com presentes caros. Pouco tempo depois, Gina rompe o romance com Wilton porque reata o namoro com o Barão.
Dominado pelo sentimento de rejeição, Wilton elabora um elixir mortal e o mistura a óleos e a perfumes javaneses que são presenteados a Gina. Assim, ao ungir-se com eles, ela adquire uma pele venenosa que matará todo aquele que lhe beijar, a exceção de Wilton, que possui o antídoto. Smith, um comerciante que se interpõe entre a dançarina e o Barão Percy, é a primeira vítima do elixir mortal. A vítima seguinte é o Barão, que fica gravemente enfermo. Procurado por Gina, Wilton confessa tudo e tenta comovê-la. Ele então a beija e, quando saca o antídoto, a dançarina toma-lhe a bebida e foge levando-a para curar o Barão Percy enquanto Wilton morre.

## Elenco
- John Gottowt - James Wilton, o corcunda
- Sascha Gura - Gina, a dançarina
- Henri Peters-Arnolds - Barão Percy
- Paul Biensfeldt - Smith, o comerciante
- Bella Polini - outra dançarina
- Anna von Palen - mãe de Smith